# Mercedes-Benz M103
La sigla Mercedes-Benz M103 identifica una piccola famiglia di motori endotermici prodotti dal 1985 al 1994 dalla casa automobilistica tedesca Mercedes-Benz.

## Profilo e caratteristiche

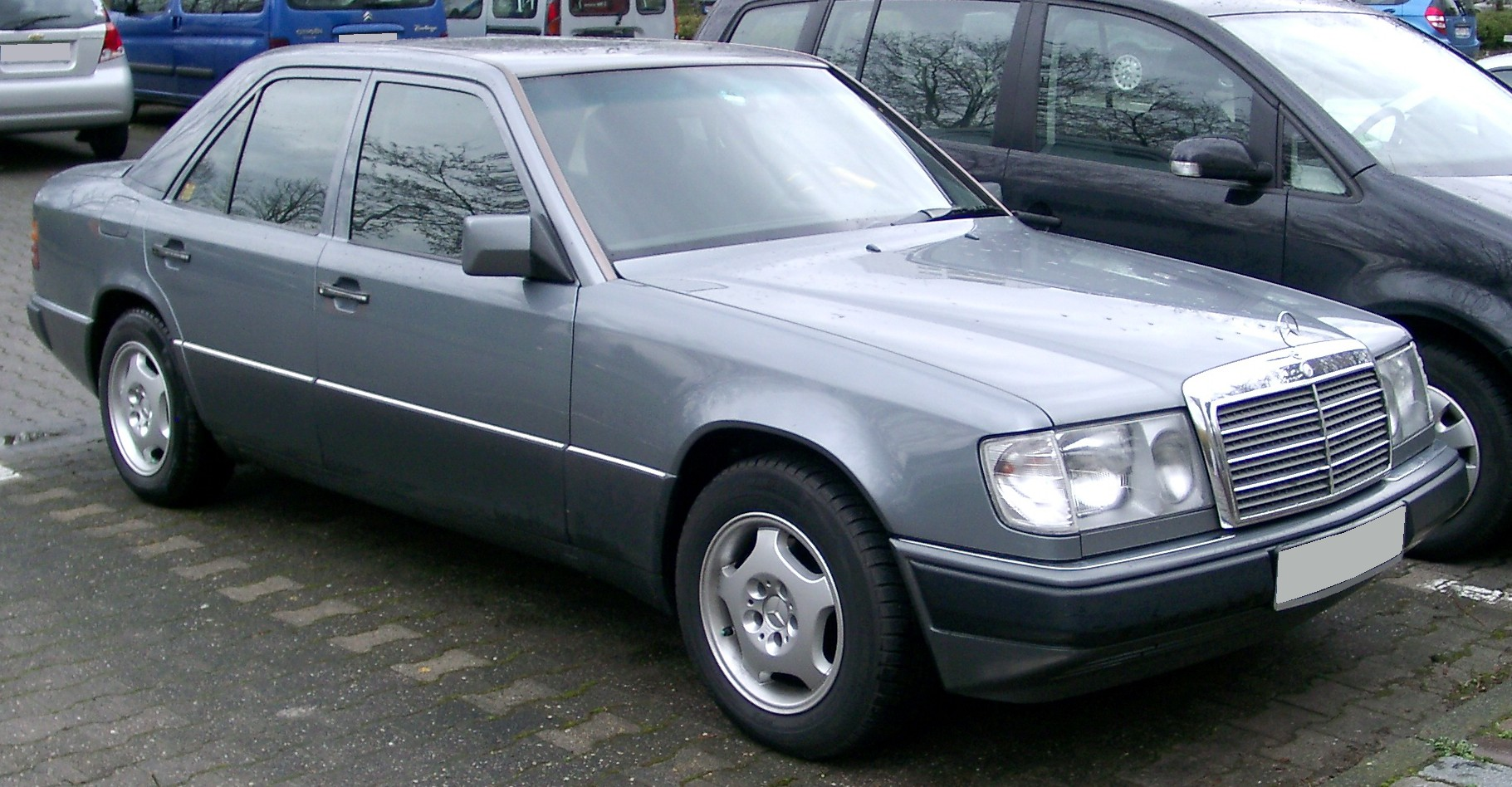
Le Mercedes-Benz della serie W124 erano tra le principali applicazioni dei motori M103

Questa piccola famiglia di motori era composta solamente da due versioni: una da 2.6 litri e l'altra da 3 litri. Mentre la prima andò a sostituire il 2.5 M123, la seconda si propose come sostituta del 2.8 M110.

Rispetto ai due motori precedenti, i motori M103 vantavano caratteristiche di maggior leggerezza e compattezza. Si trattava di motori monoalbero a due valvole per cilindro disposte a V, con punterie idrauliche dotate di recupero automatico del gioco. Le due versioni dei motori M103 erano dotate di alimentazione ad iniezione meccanica ke-jetronic ed accensione elettronica.

Di seguito vengono riportate le caratteristiche comuni ai due motori M103:
- architettura a 6 cilindri in linea;
- monoblocco in ghisa;
- testata in lega di alluminio;
- inclinazione di 15° a destra;
- distribuzione ad un albero a camme in testa;
- testata a due valvole per cilindro disposte a V;
- alimentazione ad iniezione Bosch KE-Jetronic;
- albero a gomiti su 7 supporti di banco.

A partire dal 1990, venne introdotto un nuovo 3 litri bialbero, primo esponente della famiglia di motori M104, che dal 1993 avrebbe definitivamente sostituito i motori M103.

Di seguito vengono mostrate più in dettaglio le caratteristiche dei due motori M103.

### Versione da 2.6 litri: M103E26
Il motore M103 da 2.6 litri (o M103E26) era caratterizzato da misure di alesaggio e corsa pari ad 82.9 × 80.25 mm, per una cilindrata complessiva di 2599 cm³. A partire dal 1988, però, tale motore subì un leggerissimo, impercettibile aggiornamento, consistente nella riduzione della misura della corsa, scesa da 80.25 ad 80.2 mm. La cilindrata, quasi identica, scese di appena 2 centimetri cubi. In ogni caso, il rapporto di compressione era di 9.2:1.

Prima dell'aggiornamento, questo motore era disponibile sia in versione normale sia in versione catalizzata. Nel primo caso, la potenza massima raggiungeva 166 CV a 5800 giri/min, con una coppia massima di 228 Nm a 4600 giri/min. Nel caso della versione catalizzata, potenza e coppia scendevano rispettivamente a 160 CV e 220 N·m.

Il 2.6 M103era stato montato su:
- Mercedes-Benz 260E W124 (1985-93);
- Mercedes-Benz 260SE W126 (1985-91);
- Mercedes-Benz 190E 2.6 (1986-92).

L'aggiornamento del 1988 non ha coinvolto l'ammiraglia W126, ma solo i due modelli inferiori e solo la W124 è stata proposta unicamente in versione catalizzata, mentre gli altri due hanno continuato ad essere commercializzati in entrambe le configurazioni.

### Versione da 3 litri: M103E30

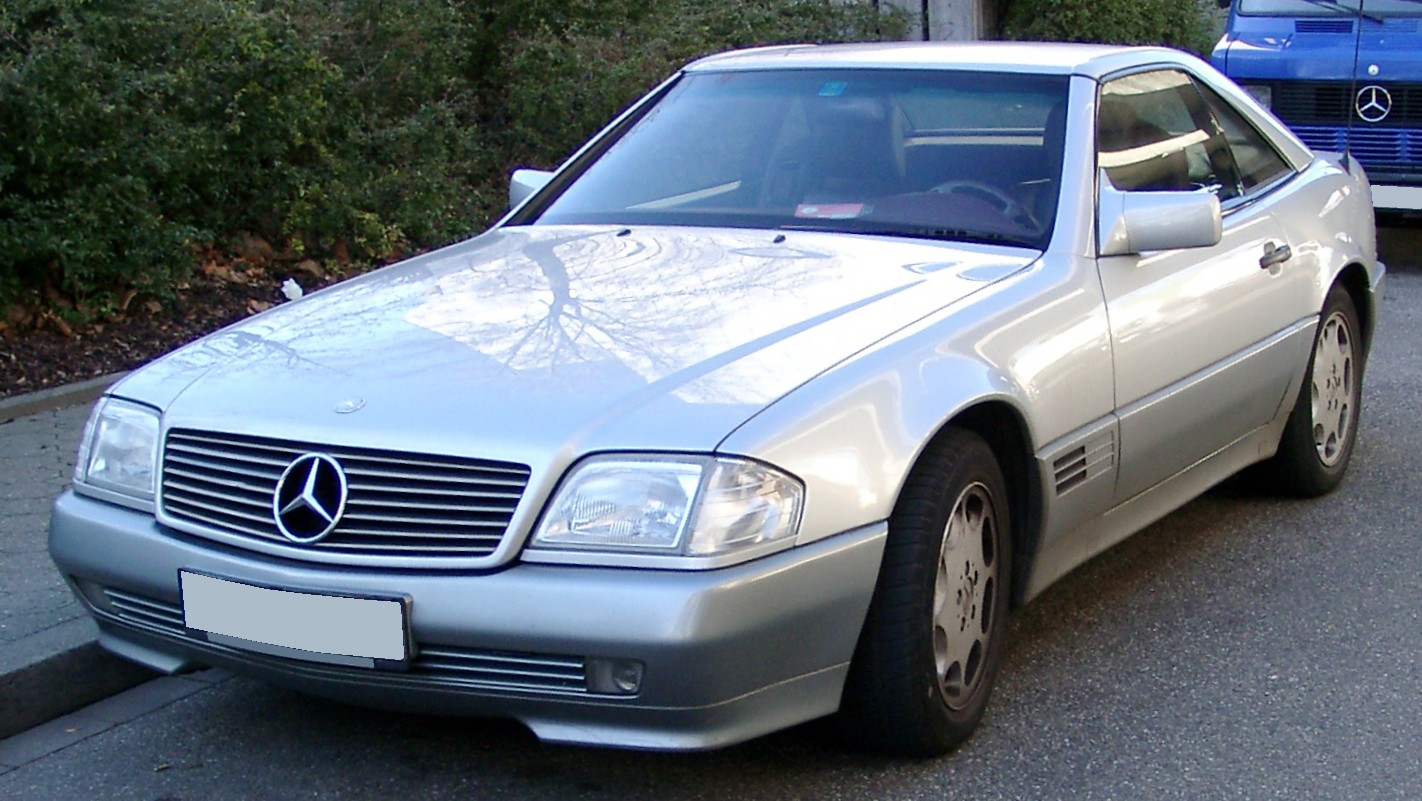
La 300SL R129 montava il 3 litri M103 solo in versione catalizzata

Il 3 litri M103 (o M103E30) differiva dal 2,6 litri per il differente diametro dei cilindri, passato da 82.9 ad 88.5 mm, con conseguente aumento della cilindrata da 2599 a 2962 cm³. Anche in questo caso, nel 1988 c'è stato lo stesso lievissimo decremento di cilindrata, in questo caso passata da 2962 a 2960 cm³. La potenza massima era di 188 CV a 5700 giri/min, con un picco di coppia pari a 260 N·m a 4250 giri/min.

Dopo l'aggiornamento del 1988, la coppia massima, sempre di 260 N·m, poteva essere raggiunta a 4400 giri/min.

Questo motore è stato montato su:
- Mercedes-Benz 300E/TE/CE W124 (1985-92);
- Mercedes-Benz 300SL R107 (1985-89);
- Mercedes-Benz 300SL R129 (1989-93);
- Mercedes-Benz 300SE/SEL W126 (1985-91).

Sui modelli R107 e W126, il 3 litri M103 è stato proposto sia catalizzato che non. Nel caso del motore catalizzato, la potenza scendeva a 179 CV e la coppia a 255 N·m.

Un'altra variante, siglata 103.987, erogava una potenza massima di 170 CV a 5500 ed una coppia massima di 235 Nm a 4500, ed è stata montata sulla Mercedes-Benz 300GE/G300, prodotta dal 1990 al 1994.

Il modello W124 è stato proposto in entrambe le configurazioni solo fino al 1989, dopodiché è stato proposto solo catalizzato.

Il modello R129 è stato proposto subito solo catalizzato.